# Alpinistično smučanje
Alpinistično smučanje predstavlja nadgradnjo turnega smučanja v visokogorju, ki se odvija na večjih strminah (nad 45 stopinj) oziroma bolj izpostavljenih pobočjih, kjer vsak zdrs ali padec predstavlja resno nevarnost.
Začetki alpinističnega smučanja v visokih alpskih stenah segajo v sredino tridesetih let. Opazno pa je postalo šele začetkom sedemdesetih let in takrat kmalu zaživelo tudi v Sloveniji.
Pri alpinističnem smučanju se uporablja več načinov ocenjevanja težavnosti, ki upoštevajo več elementov, predvsem pa naklonino in izpostavljenost. Na Slovenskem se je udomačila francoska lestvica, ki ima sedem osnovnih stopenj za skupne težave smučarskega podviga (I-VII). Pokriva vse težavnosti, od najlažjih turnih, do najtežjih alpinističnih smukov. Pri težavnostih okoli III stopnje turno smučanje brez ostre meje preide v alpinistično.

## Primeri popularnih alpinističnih smukov
- Dovški križ, z vrha skozi Jugovo grapo
- Grintovec, z vrha v Dolce
- Jezerska Kočna, z vrha v Dolce
- Kokrska Kočna, Povnova dolina
- Prestreljenik, vzhodno pobočje
- Prisank, z vrha mimo Prednjega okna
- Storžič, Peto žrelo
- Velika Mojstrovka, z Velike proti Mali Mojstrovki
- (Veliki) Mangart, Zimska smer, Italijanska pot
- (Veliki) Oltar, Kačji jezik
- Veliki Ozebnik, z vrha skozi Jalovčev ozebnik
- Veliki vrh (Begunjščica), Osrednja grapa, Grapa Y

Presmučanih je bilo tudi mnogo grap, ki so lahko zelo zahtevne. Opravljeni so bili tudi spusti preko nekaterih slapov (npr. slap Palenk, Sinji Slap).
Leta 2000 je Davo Karničar opravil prvi neprekinjen spust na smučeh z Everesta.